# Hulme Walfield
Hulme Walfield is een civil parish in het bestuurlijke gebied Cheshire East, in het Engelse graafschap Cheshire met 148 inwoners.